# Кандидат (фильм, 1972)
«Кандидат» (англ. The Candidate) — американский политический комедийно-драматический фильм режиссёра Майкла Ритчи с Робертом Редфордом и Питером Бойлом в главных ролях. Удостоенный премии  «Оскар» сценарий был написан Джереми Ларнером, спичрайтером сенатора Юджина Дж. Маккарти во время кампании Маккарти для праймериз Демократической партии в 1968 году.

## Сюжет
Фильм повествует об избирательной кампании на пост сенатора. Честный адвокат-идеалист выдвигает свою кандидатуру на пост сенатора от штата Калифорния.

## В ролях
| Актёр             | Роль                   |
| ----------------- | ---------------------- |
| Роберт Редфорд    | Билл Маккей            |
| Питер Бойл        | Марвин Лукас           |
| Мелвин Дуглас     | Джон Дж. Маккей        |
| Майкл Лернер      | Пол Корлисс            |
| Кеннет Тоби       | Флойд Дж. Старки       |
| Дон Портер        | сенатор Крокер Джермон |
| Уолтер Карабьян   | Уолтер                 |
| Натали Вуд        | камео                  |
| Бродерик Кроуфорд | рассказчик             |

## Производство
Редфорд и Ричи обратились примерно к десяти сценаристам, прежде чем предложить работу Джереми Ларнеру, который был вынужден работать быстро, чтобы фильм вышел к президентской избирательной кампании 1972 года. У Ларнера было «около месяца», чтобы написать сценарий, и он писал «ровно с полудня до 3 часов ночи каждый день».
Персонаж Маккея основан на сенаторе США Джоне Танни (хотя он также имеет сходство с Джерри Брауном). Режиссёр Майкл Ричи участвовал в успешной кампании Танни на выборах в Сенат 1970 года.

## Награды
- В 1973 году фильм получил премию «Оскар» в номинации «Лучший оригинальный сценарий» (Джереми Ларнер). Фильм номинировался также в номинации «Лучший звук» (Джин С. Кантамесса), но приз получил Роберт Кнадсон за фильм «Кабаре»[4].